# ممثلية البرتغال في رام الله
مكتب ممثلية البرتغال في رام الله هي الممثلية الدبلوماسية العُليا البرتغالية لدى دولة فلسطين. تقع الممثلية التي تأسست عام 1999 في مدينة رام الله.

## وصلات خارجية
- الموقع الرسمي

لا توجد روابط لمواقع التواصل الاجتماعي.